# エカルド (小惑星)
エカルド (694 Ekard) は小惑星帯に位置する小惑星である。エカードとも表記する。アメリカ合衆国のアマチュア天文家、ジョエル・ヘイスティングス・メトカーフが発見した。
命名者はセス・B・ニコルソンおよび後にニコルソンと結婚したアルマ・ストッツで、彼らの母校ドレイク大学 (Drake University) のDrakeを逆に読んで人名に見立てたものである。